# Politický komisař

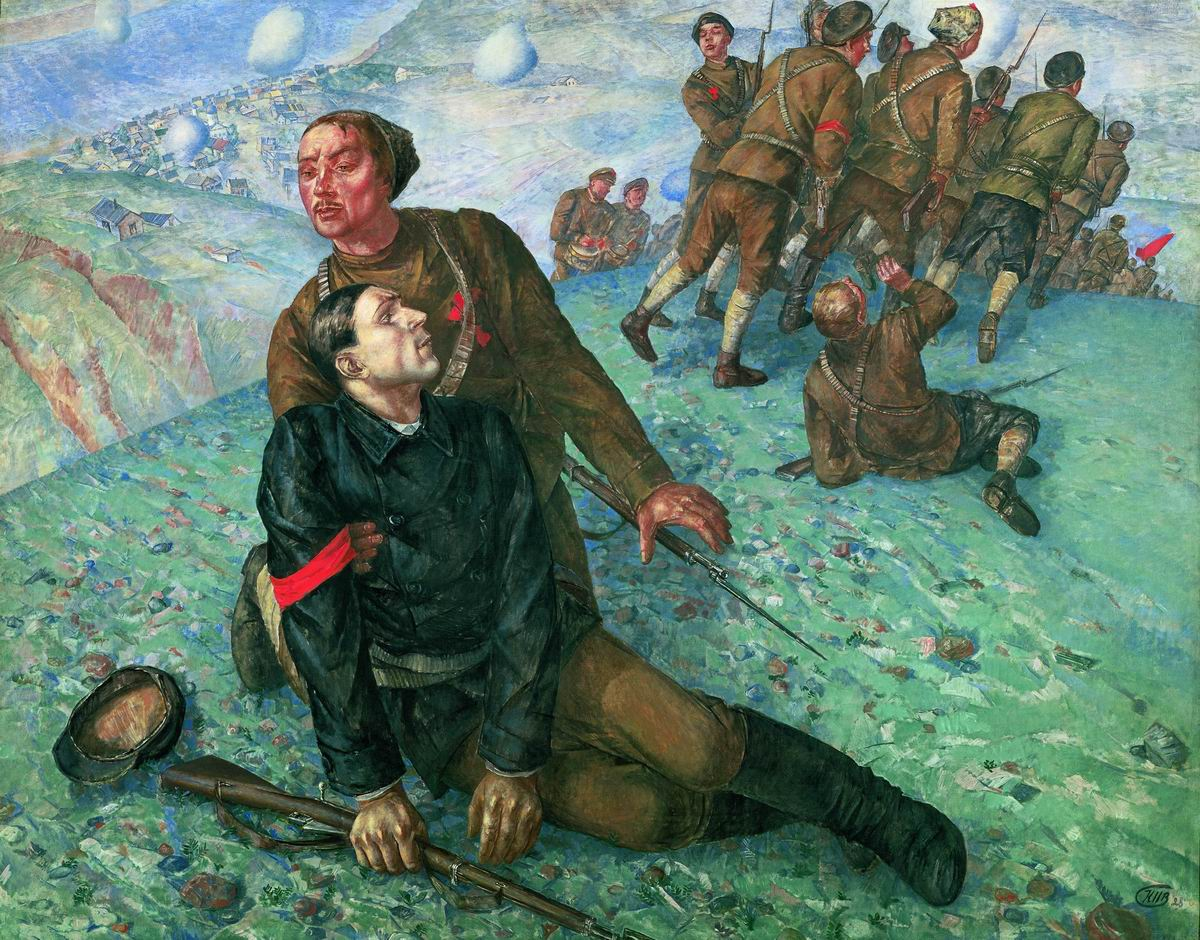
Smrt komisaře, obraz Kuzmy Petrova-Vodkina

Politický komisař (též osvětový důstojník či politruk – původně ruská zkratka vzniklá zkrácením originálního názvu политический руководитель – politický vedoucí) byl zástupce velitele útvaru (nebo jednotky) pro politickou práci. Byl to důstojník (původně zpravidla nevoják), který dozíral na velitele i celou jeho jednotku. Filosofií Rudé armády bylo, že než to, jak voják Rudé armády bojuje a čím, tak je důležitější, aby věděl za co a proč bojuje (tedy za Stalina a Sovětský svaz, vedený KSSS), tedy aby byl „politicky uvědomělý“. Původním smyslem této funkce byl dozor nad bývalými carskými generály přijatými do Rudé armády, plné podřízení této armády stranické kontrole a udržování vysoké úrovně patřičného ideologického uvědomění mezi vojáky. Tento cíl zůstal nezměněn po celou dobu její existence. 
Političtí komisaři měli zejména na počátku své existence významnější úlohu než sami velitelé, na něž dohlíželi. Měli právo zrušit jakýkoliv rozkaz velitele jednotky, popřípadě jej zastřelit, pokud by dospěli k názoru, že zradil nebo že nebojuje s dostatečným nadšením či jeho muži nebojují s dostatečným nadšením.[zdroj⁠?!] Často to byli právě političtí komisaři, kdo skutečně velel jednotce, a jelikož se jednalo zpravidla o politicky uvědomělé, ale po vojenské stránce zcela nezkušené (a často i naprosto neschopné) jedince, měla tato skutečnost v obecné rovině velice negativní vliv na bojeschopnost a výkony jednotek. To bylo patrné již za ruské občanské války a rusko-polské války, avšak zde to bylo ještě přehlíženo.[zdroj⁠?!]
Během španělské občanské války a zejména zimní války a velké vlastenecké války však již byl destruktivní vliv politických komisařů na řízení bojových operací natolik zjevný,[zdroj⁠?!] že Stalin rozhodl o jeho radikálním omezení. Funkce existovala po roce 1945 i v tzv. lidových demokraciích (sovětizovaných státech střední a východní Evropy) a v Číně. V armádě ČSSR se funkce jmenovala ZVP (zástupce velitele pro věci politické). V Rusku a východní Evropě formálně zanikla po roce 1989, resp. 1992.

## Obnovení v Rusku
V červenci 2018 zřídilo ruské ministerstvo obrany Hlavní vojenskou politickou správu a to na základě výnosu prezidenta Vladimira Putina. Útvar, který obnovil činnost zástupců velitelů, má dbát o zajištění morální a ideologické situace v armádě, dohlížet na dodržování pořádku a vojenské kázně a pečovat o veterány. Navázal tak na praxi fungující do roku 1992 (součástí velení Sovětské armády byl orgán řídící činnost politruků). Prvním velitelem útvaru se stal Andrej Valerijevič Kartapolov.
Dne 22. května 2024 začal v Rusku vycházet časopis Politruk (Πолитрук) zaměřený na politickou výchovu ruských vojáků, jehož vydavatelem je Hlavní politická správa ruského ministerstva obrany.